# Економіка має бути економною
«Економіка повинна бути економною» (повний текст звучав так: «Економіка має бути економною — така вимога часу») — теза (згодом стала політичним гаслом), що прозвучала на XXVI з'їзді КПРС у звітній доповіді Леоніда Брежнєва.

## Опис
Автором доповіді і, відповідно, автором цього гасла є постійний спічрайтер генсека Олександр Бовін, хоча пізніше в мемуарах він не претендував на авторство («в пам'яті не збереглося, хто проголосив це гасло»), відзначаючи, що текст готували троє: він, Арбатов та Іноземцев.

Але, можливо, не так важливо, хто написав, скільки — чи правильно написано. Я стверджую, що це правильно.

Йшлося про те, що наша економіка надто марнотратна. До речі, на початку ХХІ століття завдання це стало ще більш актуальним— Олександр Бовін
.
Теза не є тавтологією («майбутнє майбутнього»), тавтологічний варіант звучав би: «економіка має бути економічною», економіка та економність (бережливість) — різні поняття, і в даному ж випадку йдеться про економність — тобто ощадливість, про вміння ресурси саме заощаджувати, раціонально використовувати будь-які матеріальні цінності.
Саме до цього закликало досить незграбне за формою, але змістовно правильне і корисне радянське гасло «Економіка має бути економною». — Ігор Милославський, доктор філологічних наук (1982), професор кафедри російської мови філологічгного факультету МДУ (1985–1993)

## Оцінка
Математик Ігор Шаригін говорив, що «на мою думку, абсолютно вірне твердження і навіть зовсім не безглузде».
Теза прозвучала у звітній доповіді на XXVI з'їзді КПРС у лютому 1981 року, в якій за підсумками роботи дев'ятої та десятої п'ятирічок напередодні одинадцятої п'ятирічки з'їзд затвердив «Основні напрями розвитку народного господарства СРСР на 1981—1985 роки», ознаменувала собою в умовах, що змінилися, один з нових умов партії на майбутній період — тепер екстенсивна продуктивність праці змінювалася ощадливим виробництвом.
Як писав, розкриваючи зміст тези, економіст Олександр Бірман: якщо раніше за екстенсивного кількісного зростання можна було миритися з неминучим відсотком втрат заради темпів економічного зростання, і ці втрати не були критичні, то тепер — коли за минуле десятиліття економіка практично подвоїлася — зі збільшенням масштабів виробництва подвоївся також і зміст цього відсотка втрат. Після бурхливого екстенсивного зростання актуально став інтенсивний розвиток — за багатьма товарами більше не потрібне подальше збільшення кількості, важливішим стало підвищення якості, ефективніше використання того, що вже є — господарювати краще, економніше, з використанням наявних резервів.

«Економіка має бути економною такою вимогою часу», — говорив на XXVI з'їзді КПРС Леонід Ілліч Брежнєв. Чим продиктовано цю постановку питання? Хіба до XXVI з'їзду може запитати читач журналу економіка не повинна була бути економною? Зрозуміло, ми завжди прагнули дотримуватися цього принципу. Але з різних причин йому не надавалося такого важливого, як зараз, справді основного значення. Що змінилося? Змінилася економічна ситуація, а саме завдяки динамічному, поступальному народногосподарському розвитку наш економічний потенціал за 70-і роки практично подвоївся!

Економна економіка — всього два слова, але в них формула економічної політики нашої країни в нинішні, 80-ті роки, девіз, що виражає суть економічної стратегії держави і визначає економічну тактику для кожного підприємства і кожного працівника. — Олександр Бірман, журнал «Наука і життя», 1982